# Cormansis
Cormansis is een vliegengeslacht uit de familie van de roofvliegen (Asilidae).

## Soorten
- C. halictides Walker, 1851